# Pakistanische Cricket-Nationalmannschaft in Bangladesch in der Saison 2025
Die Tour der pakistanischen Cricket-Nationalmannschaft in Bangladesch in der Saison 2025 fand vom 20. bis zum 24. Juli 2025 statt. Die internationale Cricket-Tour war Bestandteil der Internationalen Cricket-Saison 2025 und umfasste drei Twenty20s. Bangladesch gewann die Serie mit 2−1.

## Vorgeschichte
Bangladesch bestritt zuvor eine Tour in Sri Lanka, Pakistan gegen Bangladesch. Das letzte Aufeinandertreffen der beiden Mannschaften bei einer Tour fand in der Saison 2025 in Pakistan statt.

## Stadion
Das folgende Stadion wurde für die Tour als Austragungsort vorgesehen.
| Stadion                                | Stadt | Kapazität | Spiele      |
| -------------------------------------- | ----- | --------- | ----------- |
| Sher-e-Bangla National Cricket Stadium | Dhaka | 26.000    | 1. – 3. T20 |

## Kaderlisten
Pakistan benannte seinen Kader am 8. Juli 2025.
Bangladesch benannte seinen Kader am 17. Juli 2025.
| T20 | T20 |
| Bangladesch | Pakistan |
| --- | --- |
| - Litton Das (K, wk) - Nasum Ahmed - Taskin Ahmed - Jaker Ali (wk) - Parvez Hossain Emon - Mahedi Hasan - Tanzid Hasan - Rishad Hossain - Shamim Hossain - Towhid Hridoy - Shoriful Islam - Mehidy Hasan Miraz - Mohammad Naim - Mustafizur Rahman - Mohammad Saifuddin - Tanzim Hasan Sakib | - Salman Ali Agha (K) - Abbas Afridi - Abrar Ahmed - Faheem Ashraf - Saim Ayub - Ahmed Daniyal - Sahibzada Farhan (wk) - Mohammad Haris (wk) - Salman Mirza - Sufiyan Muqeem - Hassan Nawaz - Mohammad Nawaz - Khushdil Shah - Hussain Talat - Fakhar Zaman |

## Twenty20 Internationals

### Erstes Twenty20 in Dhaka
| 20. Juli Scorecard | Dhaka | Pakistan 110 (19.3)               | – | Bangladesch 112-3 (15.3) |
|                    |       | Bangladesch gewinnt mit 7 Wickets |   |                          |

Bangladesch gewann den Münzwurf und entschied sich als Feldmannschaft zu beginnen. Als Spieler des Spiels wurde Parvez Hossain Emon ausgezeichnet.

### Zweites Twenty20 in Dhaka
| 22. Juli Scorecard | Dhaka | Bangladesch 133 (20)           | – | Pakistan 135 (19.2) |
|                    |       | Bangladesch gewinnt mit 8 Runs |   |                     |

Pakistan gewann den Münzwurf und entschied sich als Feldmannschaft zu beginnen. Als Spieler des Spiels wurde Jaker Ali ausgezeichnet.

### Drittes Twenty20 in Dhaka
| 24. Juli Scorecard | Dhaka | Pakistan 178-7 (20)          | – | Bangladesch 104 (16.4) |
|                    |       | Pakistan gewinnt mit 74 Runs |   |                        |

Bangladesch gewann den Münzwurf und entschied sich als Feldmannschaft zu beginnen. Als Spieler des Spiels wurde Sahibzada Farhan ausgezeichnet.

## Auszeichnungen

### Player of the Series
Als Player of the Series wurden der folgende Spieler ausgezeichnet.
| Serie    | Player of the Series |
| -------- | -------------------- |
| Twenty20 | Jaker Ali            |

### Player of the Match
Als Player of the Match wurden die folgenden Spieler ausgezeichnet.
| Spiel       | Player of the Match |
| ----------- | ------------------- |
| 1. Twenty20 | Parvez Hossain Emon |
| 2. Twenty20 | Jaker Ali           |
| 3. Twenty20 | Sahibzada Farhan    |